# 1·29贵州绥阳飞机坠毁事故
1·29贵州绥阳飞机坠毁事故，是2018年发生在中华人民共和国贵州省绥阳县的一起军机坠毁事故。
在坠毁视频录像中，一架飞机从低空缓缓飛過，伴有巨大的飞行噪音，在另一个视频中，现场大火熊熊燃烧，有民房被砸毁，飞机残骸散落一地。
事故发生后，關於該事故的消息被警方嚴密封鎖，以致事故原因与详细信息至今仍为不明状态。官方报道为1人遇难，名为尚琎，但在官方声明中，其同时表示为机上人员全部遇难，而据媒体泄露出的机上人员名单却显示有机组人员5人、执勤人员7人，共12人。事故机型可能为运-8型运输机。最后于2月4日，中国军方为牺牲官兵举办追悼会并追认为革命烈士。

## 引用
1. ↑  Welle (www.dw.com), Deutsche. . DW.COM.   [2022-05-07]. （原始内容存档于2022-05-07） （中文（中国大陆））.
2. ↑  . inews.ifeng.com.   [2022-05-07]. （原始内容存档于2022-05-07）.
3. ↑  . tw.news.yahoo.com.   [2022-05-07]. （原始内容存档于2022-05-07） （中文（臺灣））.
4. 1 2 3  . Radio Free Asia.   [2022-05-07]. （原始内容存档于2022-05-07） （中文（中国大陆））.
5. ↑  sina_mobile. . news.sina.cn. 2018-01-29  [2022-05-07].
6. ↑  sina_mobile. . news.sina.cn. 2018-02-02  [2022-05-07].
7. 1 2  . www.mod.gov.cn.   [2022-05-07]. （原始内容存档于2022-05-07）.
8. ↑  . web.archive.org. 2019-06-10  [2022-05-07]. 原始内容存档于2019-06-10.
9. ↑  . web.archive.org. 2019-06-02  [2022-05-07]. 原始内容存档于2019-06-02.